# Полаєвко
Полаєвко (пол. Połajewko) — село в Польщі, у гміні Полаєво Чарнковсько-Тшцянецького повіту Великопольського воєводства.
У 1975-1998 роках село належало до Пільського воєводства.